# Syllepte simealis
Syllepte simealis is een vlinder uit de familie van de grasmotten (Crambidae). De wetenschappelijke naam van deze soort is voor het eerst voorgesteld door William Schaus in een publicatie uit 1927.
De soort komt voor in de Filipijnen (Luzon).